# Haßleben
Hassleben est une commune allemande de l'arrondissement de Sömmerda, Land de Thuringe.

## Géographie
Haßleben se situe au sud-est du bassin de Thuringe, la Schmale Gera traverse la commune.
|           | Henschleben     | Werningshausen |
| Ringleben | Haßleben        | Großrudestedt  |
|           | Riethnordhausen | Alperstedt     |

## Histoire
Haßleben est mentionné pour la première fois entre 780 et 802.
Des travaux archéologiques découvrent en 1912 un champ funéraire du IIIe siècle ; certaines tombes comprennent des bijoux précieux d'or et d'argent.
Hardrad, un riche comte de Franconie, devait avoir des domaines à Hassleben. Il est le chef d'une rébellion de nobles de Thuringe contre Charlemagne en 802 pour faire reconnaître le Lex Thuringorum.
Pendant la Seconde Guerre mondiale, 57 hommes et femmes de Pologne, Russie, Yougoslavie et Italie sont contraints à des travaux agricoles. Une victime est enterrée dans le cimetière communal. En février 1945, deux bombes tombent dans le village. Le 10 avril 1945, l'armée américaine entre après un bref bombardement d'artillerie, un drapeau blanc est levé sur le clocher. L'Armée Rouge vient en juillet 1945.
À un kilomètre à l'est de Hassleben, on bâtit un aérodrome militaire. Il sert jusqu'en 1980 pour des avions de chasse et des hélicoptères. L'armée soviétique se retire en 1992, le site est démoli en 2002.

## Personnalités liées à la commune
- Nicolaus Jonas Sorber (vers 1690-1759), fondeur de cloches